# Heinrich Scheel
Pour les articles homonymes, voir Scheel.

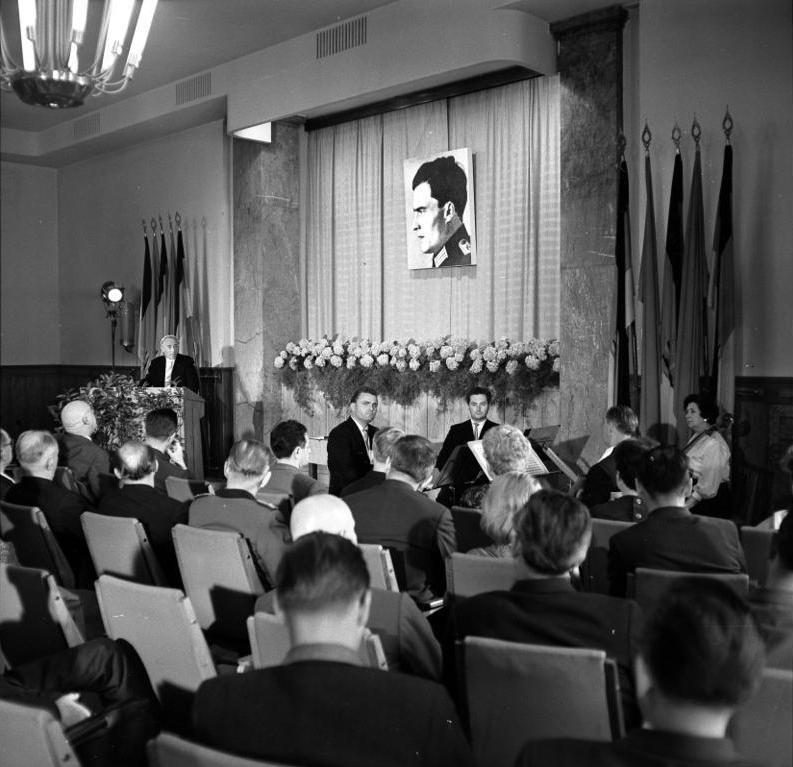
Commémoration du 20e anniversaire de la tentative d'assassinat contre Hitler, orateur : Heinrich Scheel.

Heinrich Scheel (né le 11 décembre 1915 à Berlin-Kreuzberg et mort le 7 janvier 1996 à Berlin) est un historien allemand et vice-président de longue date de l'Académie des sciences de la RDA.

## Biographie
Heinrich Scheel étudie à la ferme scolaire de l'île de Scharfenberg (de) de 1929 à 1934 et est de 1935 à 1940 étudiant à l'Université Frédéric-Guillaume de Berlin.
À partir de 1941, Scheel est affecté comme inspecteur des services météorologiques de la Luftwaffe à Berlin-Tempelhof, plus tard à Rangsdorf. En contact avec le cercle autour de Harro Schulze-Boysen depuis le début de la guerre, il est arrêté à Berlin en septembre 1942 avec le groupe berlinois de l'Orchestre Rouge. Scheel endure l'emprisonnement dans un pénitencier, est envoyé au Moorlager d'Aschendorf, à la mi-juillet 1944 dans un bataillon de probation pour une "mise à l'épreuve du front" et fin 1944, il est fait prisonnier de guerre américain.
Après son retour, il travaille comme enseignant et de 1947 à 1949 comme directeur de la ferme scolaire de l'île de Scharfenberg. Après la scission de Berlin, en tant que survivant du groupe de résistance "Rote Kapelle", il ne s'est pas senti en mesure de rester en fonction à Scharfenberg, qui dépend désormais de l'administration de Berlin-Ouest, et initie lui-même, avec le fondateur de la ferme-école Wilhelm Blume (de) et le chef du conseil scolaire Ernst Wildangel (de), le transfert de la direction de l'école à son ancien camarade de classe Wolfgang Pewesin. D'abord directeur d'une maison de jeunes à Weißensee (la maison des enfants), il retourne ensuite à l'Université Humboldt en tant que doctorant et obtient son doctorat en 1956. Après son habilitation en 1960, il y devient maître de conférences en histoire allemande et poursuit ses travaux de recherche sur les Jacobins allemands (de) et la République de Mayence à l'Académie des sciences de la RDA. De 1960 à 1964, il est secrétaire de la direction du parti SED. En 1969, il devient membre à part entière de l'Académie, à partir de 1972, il en est le vice-président. De 1980 jusqu'à l'autodissolution en 1990, il est président de la Société historique de la RDA (de).

## Récompenses
- 1966 : Prix Friedrich-Engels de l'Académie allemande des sciences[2]
- 1975 : Ordre du Mérite patriotique en or
- 1980 : Ordre de Karl Marx[3]
- 1985 : Fermoir d'honneur pour l'ordre du Mérite patriotique en or[4]

## Travaux
- Die revolutionär-demokratischen Volksbewegungen in Südwestdeutschland von 1795 bis 1801. Berlin, Humboldt-Universität, Phil. Fakultät, Dissertation vom 21. März 1956.
- Süddeutsche Jakobiner. Klassenkämpfe und republikanische Bestrebungen im deutschen Süden Ende des 18. Jahrhunderts. Akademie-Verlag, Berlin 1962.
- Jakobinische Flugschriften aus dem deutschen Süden Ende des 18. Jahrhunderts. Akademie-Verlag, Berlin 1965.
- Deutscher Jakobinismus und Deutsche Nation. Ein Beitrag zur nationalen Frage im Zeitalter der Großen Französischen Revolution. Akademie-Verlag, Berlin 1966.
- Biographisches Lexikon zur deutschen Geschichte. Von den Anfängen bis 1917. Deutscher Verlag der Wissenschaften, Berlin 1967 (mit Karl Obermann).
- Schulfarm Insel Scharfenberg. Volk u. Wissen, Berlin 1990,  (ISBN 3-06-204136-6).
- Vor den Schranken des Reichskriegsgerichts. Mein Weg in den Widerstand. Edition q, Berlin 1993,  (ISBN 3-86124-147-1).
- Vom Leiter der Berliner Schulfarm Scharfenberg zum Historiker des deutschen Jakobinismus (1946–1956). Autobiographische Aufzeichnungen. Becker, Velten 1996,  (ISBN 3-89597-313-0). Online
- Ein jüdischer Lehrer an seinen einstigen Schüler. Briefe Hans Gaertners (de) aus den Jahren 1946—1950, in: Zeitschrift für Religions- und Geistesgeschichte, Vol. 43, No. 1 (1991), S. 18–29